# Almoloya (Acatlán)
Almoloya es una localidad de México perteneciente al municipio de Acatlán en el estado de Hidalgo.

## Toponimia
El término Almoloya es un topónimo de origen náhuatl que significa "lugar donde mana el agua".

## Geografía
Se encuentra en la región del Valle de Tulancingo, la localidad se encuentra localizada en las coordenadas geográficas 20°9′7.051″N 98°26′57.699″O / 20.15195861, -98.44936083, con una altitud de 2172 m s. n. m.
En cuanto a fisiografía, se encuentra dentro de la provincia del Eje Neovolcánico dentro de la subprovincia de Llanuras y Sierras de Querétaro e Hidalgo; su terreno es de llanura. En lo que respecta a la hidrología se encuentra posicionado en la región del Pánuco, en la cuenca del río Moctezuma, en la subcuenca del río Metztitlán. Con un clima semiseco templado.

## Demografía
En 2020 registro una población de 1499 personas, lo que corresponde al 6.73 % de la población municipal. De los cuales 738 son hombres y 761 son mujeres. Tiene 410 viviendas particulares habitadas.
| Gráfica de evolución demográfica de Almoloya entre 1970 y 2020                               |
|                                                                                              |
| Población de los censos y conteos del Instituto Nacional de Estadística y Geografía (INEGI). |